# آدیداس الرحله
آدیداس الرحله (عربی: الْرِّحْلَة، آوانگاری: ar-riḥla، ت. «سفر») یک توپ فوتبال تولید شده توسط آدیداس است. این توپ رسمی بازی‌های جام جهانی فوتبال ۲۰۲۲ قطر است. توپ حاوی یک دستگاه سنجش اینرسی معلق در داخل کیسه خود است که کمک داور ویدئویی را با داده‌های بسیار دقیق لحظه‌ای حرکت توپ یاری می‌کند. این توپ به منظور پایداری طراحی شده که اولین توپ مسابقه رسمی جام جهانی فوتبال باشد که با جوهرها و چسب‌های سازگار با محیط زیست تولید می‌شود.

## نام
الرحلة عربی به معنای «سفر» است: الرحلة همچنین ژانری سنتی از ادبیات عربی در مورد سفرها است، مانند سفرنامه قرن ۱۴ ابن بطوطه که به سادگی به الرحلة معروف است.

## تاریخچه
آدیداس در تاریخ ۳۰ مارس ۲۰۲۲ از الرحله رونمایی کرد. این ارائه در قطر با حضور برندگان سابق جام جهانی کاکا (برزیل) و ایکر کاسیاس (اسپانیا) و همچنین فرح جفری (عربستان سعودی) و نواف الانزی (امارات متحده عربی) برگزار شد.

## توصیف

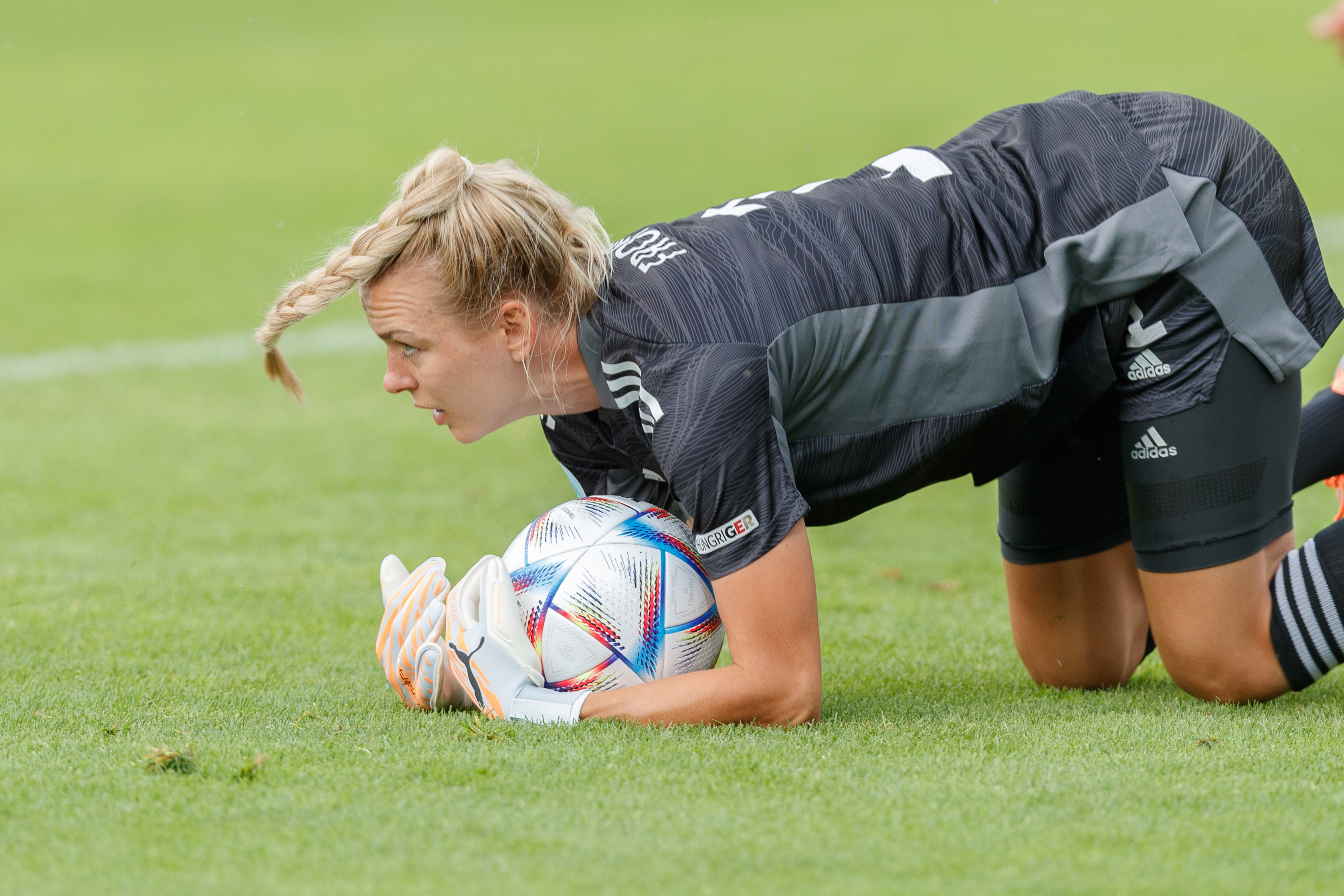
عکس گرفته‌شده از الرحله در ژوئن ۲۰۲۲.

### سطح
غشای الرحله از بیست پنل پلی‌اورتان بدون درز با پیوند حرارتی ساخته شده‌است. سطح «Speedshell» آن دارای بافت الگوهای منبت کاری شده کاغذی ماکرو و میکرو است که به معنای بهبود ثبات پرواز توپ و چرخش آن است. فرانزیسکا لوفلمان، مدیر طراحی آدیداس، الرحله را «سریع‌ترین و دقیق‌ترین توپ جام جهانی فوتبال تا به امروز» توصیف می‌کند. آزمایش مستقل توپ نشان داد که ویژگی‌های عملکرد مشابهی با توپ‌های جد خود، تلستار ۱۸و برازوکا دارد.

### سنسور حرکت
این توپ همچنین دارای «فناوری توپ متصل»، یک سیستم تعلیق در داخل کیسه توپ با یک دستگاه سنجش اینرسی در مرکز است تا داده‌های بسیار دقیق حرکت توپ را در عرض چند ثانیه در اختیار کمک‌داور ویدئویی قرار دهد. این فناوری توسط فیفا و کینکسان مستقر در مونیخ توسعه یافت.

### ظاهر

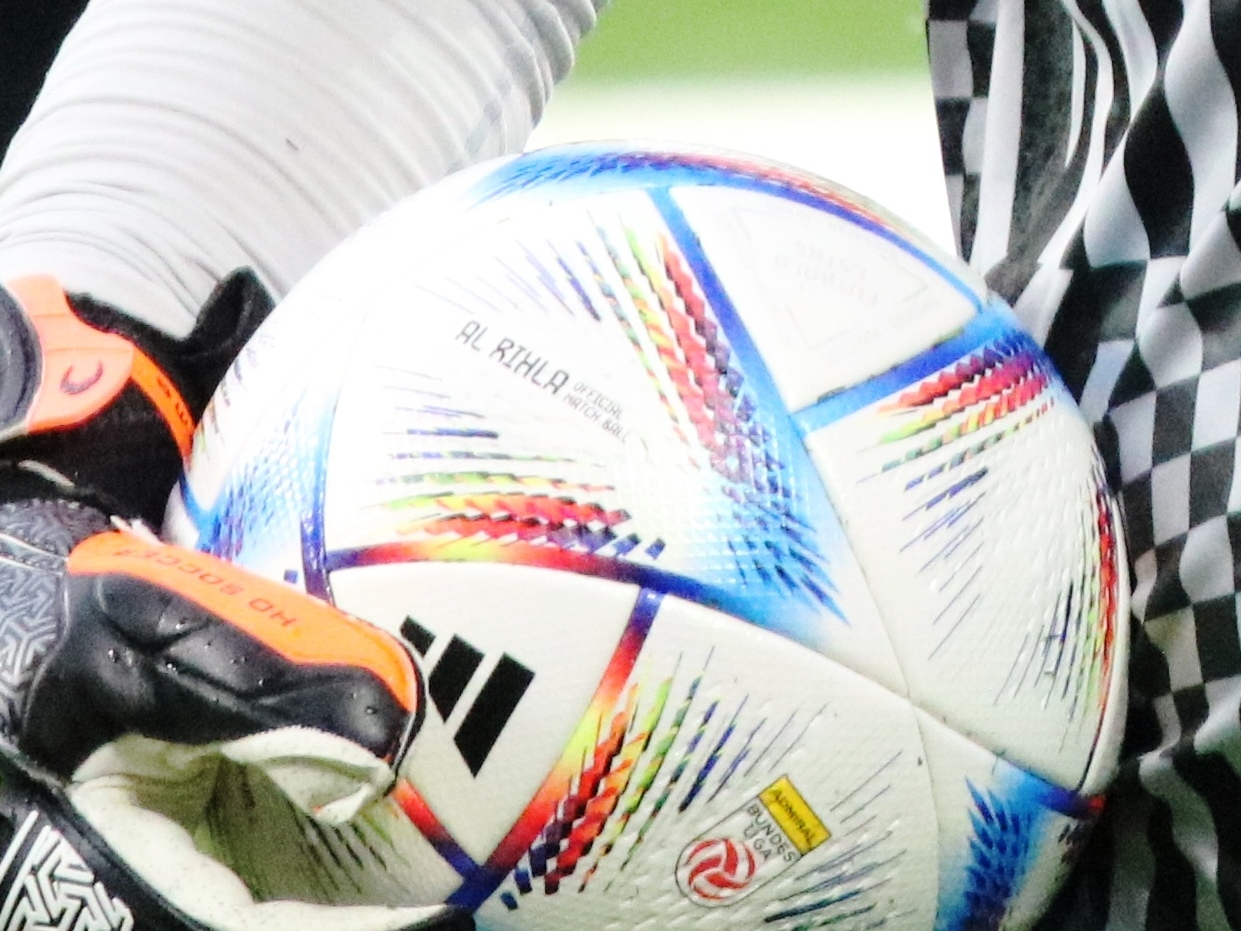

طبق اعلام فیفا در طراحی این توپ از فرهنگ معماری، قایق‌های قدیمی، و پرچم قطر الهام گرفته شده‌است. نسخه حرفه‌ای توپ همچنین متن «فوتبال: کار گروهی - بازی منصفانه - مسئولیت جمعی - شور - احترام است» را در زبان‌های انگلیسی، ماندارین، عربی، اسپانیایی، فرانسوی و اسپرانتو بر روی متن خاکستری در مثلث‌های سفید نشان می‌دهد.

## بازی‌های نهایی – آدیداس الحلم

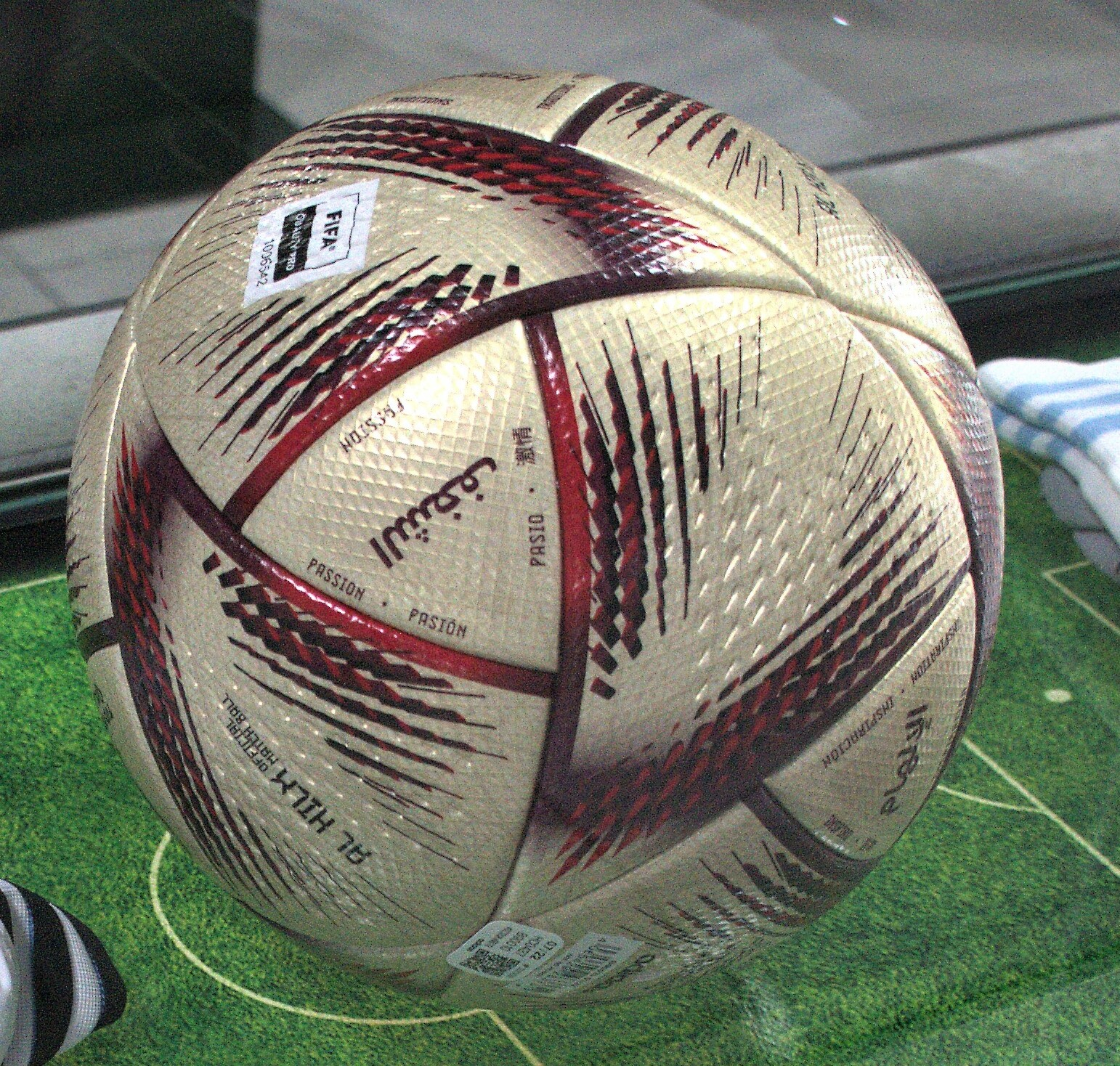
آدیداس الحلم

توپ مسابقه برای بازی‌های نهایی جام جهانی فوتبال ۲۰۲۲ در ۱۱ دسامبر ۲۰۲۲ معرفی شد. این نسخه از الرحله به نام آدیداس الحلم به معنی «رؤیا» در زبان عربی است که اشاره‌ای به رؤیای هر ملتی برای بلند کردن جام جهانی فوتبال است. در حالی که جنبه‌های فنی توپ یکسان است، رنگ آن متفاوت از توپ‌های الرحله مورد استفاده در مراحل گروهی و ابتدایی حذفی، با یک رنگ طلایی متالیک، خرمایی، شرابی، و طراحی قرمز، اشاره‌ای به رنگ‌های ملی ملت میزبان قطر و رنگ‌های طلایی به اشتراک گذاشته شده توسط محل برگزاری فینال و کاپ جام جهانی فوتبال است. این توپ پنجمین توپ ویژه بازی‌های نهایی جام جهانی فوتبال است.

## سفر به فضا
فیفا و قطر ایرویز با اسپیس ایکس در مأموریت فالکون ۹ همکاری کردند و ۲ توپ آدیداس الرحله که قرار بود در جام جهانی فوتبال ۲۰۲۲ استفاده شود، به فضا فرستاده شد. پرواز این توپ‌ها توسط اسپیس ایکس تا حدی تبلیغی برای سرویس اینترنت ماهواره‌ای استارلینک این شرکت بود.

## تولید
آدیداس برای تولید الرحله، با شرکتی در چین و در پاکستان، فوروارد اسپورتس قرارداد بست. برای فروش سوغات، کپی‌های الرحله نیز توسط آدیداس ارائه و تولید شد، اما تولید آن به شرکت دیگری در مادیون اندونزی، با قراردادی پیمانکاری شد.